# Bucsek Gábor
Bucsek Gábor Csaba (Vác, 1970. április 30. –) a Készenléti Rendőrség Nemzeti Nyomozó Iroda igazgatója 2012-2014-ig, majd Budapest Rendőrfőkapitánya 2014-2018-ig. Jelenleg az OTP Bank Nyrt. Informatika és Bankbiztonsági Igazgatóság ügyvezető igazgatója.

## Életrajz
1998-ban elvégezte a Váci Lőwy Sándor Gépipari Technikumot.
A szakközépiskola elvégzését követően 2004-ben a Rendőrtiszti Főiskola bűnügyi szakán, mint Bűnügyi szaknyomozói diplomát szerzett.
2011-ben a BM Rendészeti Vezetőképző és Kutatóintézetben rendészeti mestervezetővé képesítést szerzett. 
Egy évvel később 2012-ben a BM Oktatási, Képzési és Tudományszervezési Főigazgatóságon rendőri vezetői továbbképző tanfolyamot végzett, majd 2015-ben a BM Közszolgálati Személyzetfejlesztési Főigazgatóságon sikeres rendészeti szakvizsgát tett. Pár évvel később, 2018-ban a Nemzet Közszolgálati Egyetemen Rendészeti vezető mester képzésen szervezett bűnözés elleni specializációra járt.

## Rendőri pályafutás
- 1991- Budapesti Rendőr-főkapitányság VI. – VII. kerületi Rendőrkapitányság Közbiztonsági Osztály Őr- Járőr Alosztály Nyugati pályaudvari Rendőrőrs, járőr
- 1992- Budapesti Rendőr-főkapitányság IX. kerületi Rendőrkapitányság Bűnügyi Osztály Vizsgálati Alosztály, vizsgáló (tiszthelyettes)
- 1994- Budapesti Rendőr-főkapitányság Bűnüldözési Főosztály Életvédelmi és Rablási Osztály, főnyomozó (tiszthelyettes)
- 1997- Budapesti Rendőr-főkapitányság Vizsgálati Főosztály Vagyonvédelmi Osztály Vagyonvédelmi Alosztály I., vizsgáló (tiszthelyettes)
- 1997- Pest Megyei Rendőr-főkapitányság Dunakeszi Rendőrkapitányság Bűnügyi Osztály Vizsgálati Alosztály, vizsgáló (tiszthelyettes)
- 1998- Budapesti Rendőr-főkapitányság Vizsgálati Főosztály Élet és Ifjúságvédelmi Osztály Gyilkossági és Baleseti Alosztály, vizsgáló (tiszthelyettes)
- 1999- Budapesti Rendőr-főkapitányság Vizsgálati Főosztály Élet és Ifjúságvédelmi Osztály Életvédelmi Alosztály, vizsgáló (tiszthelyettes)
- 2002- Budapesti Rendőr-főkapitányság Nyomozó Főosztály Életvédelmi Osztály Életvédelmi Alosztály I., nyomozó (tiszthelyettes)
- 2002- Budapesti Rendőr-főkapitányság Nyomozó Főosztály Életvédelmi Osztály, nyomozó (tiszthelyettes)
- 2003- Budapesti Rendőr-főkapitányság Nyomozó Főosztály Életvédelmi Osztály Életvédelmi Alosztály I., nyomozó (tiszthelyettes)
- 2004- Budapesti Rendőr-főkapitányság Nyomozó Főosztály Életvédelmi Osztály Életvédelmi Alosztály, nyomozó (tiszt)
- 2004- Budapesti Rendőr-főkapitányság Vizsgálati Főosztály Életvédelmi Osztály Életvédelmi Alosztály, fővizsgáló
- 2004- Rendvédelmi Szervek Védelmi Szolgálat, főreferens
- 2005- Nemzeti Nyomozó Iroda Bűnügyi Főosztály Különleges Ügyek Osztálya Műkincsvédelmi Alosztály, kiemelt főnyomozó
- 2006- Nemzeti Nyomozó Iroda Műveleti Szervek Bűnügyi Főosztály Különleges Ügyek Osztálya Műkincsvédelmi Alosztály, alosztályvezető
- 2007- Nemzeti Nyomozó Iroda Műveleti Szervek Szervezett Bűnözés Elleni Főosztály Kábítószer Bűnözés Elleni Osztály, megbízott osztályvezető
- 2007- Nemzeti Nyomozó Iroda Műveleti Szervek Szervezett Bűnözés Elleni Főosztály, főosztályvezető
- 2008- Nemzeti Nyomozó Iroda Bűnügyi Szervek Szervezett Bűnözés Elleni Főosztály, főosztályvezető
- 2010- Budapesti Rendőr-főkapitányság II. kerületi Rendőrkapitányság, Rendőrkapitánya
- 2011- Nemzeti Védelmi Szolgálat Polgári Titkosszolgálatok Védelmi Szolgálata Igazgatóság Központi Szervek Védelmi Főosztály, főosztályvezető
- 2012- Készenléti Rendőrség Nemzeti Nyomozó Iroda, igazgató
- 2014- Budapesti Rendőr-főkapitányság Budapest Rendőrfőkapitánya

## Jelenleg
- 2018. október 01- OTP Bank Nyrt. Informatika és Bankbiztonsági Igazgatóság ügyvezető igazgatója

## Szakmai kinevezések, kitüntetések, elismerések
- 2013- Magyarország Köztársasági Elnöke rendőr dandártábornokká nevezte ki.
- 2014- Rendőrségi főtanácsosi cím adományozása
- 2015- Szent György Érdemjel kitüntetés
- 2016- Magyarország Köztársasági Elnöke rendőr vezérőrnaggyá nevezte ki.
- 2016- Pro Urbe díj
- 2018- Magyarország Köztársasági Elnöke  Magyar Érdemrend Lovagkereszt kitüntetést adományozta

## Sikeres nyomozások, ügyek
- Az M3-ason elkövetett rablógyilkosság tárgyalása[1]

Visszavonta beismerő nyomozati vallomását az M3-as autópályán elkövetett rablógyilkosság elsőrendű vádlottja, Dóka László a per első tárgyalási napján a Fővárosi Bíróságon.
Dóka László a vádirat szerint 1998. június 5-én késő este az M3-as autópálya 12-es kilométerénél lévő Shell-kútnál álarcban, géppisztollyal megtámadta a Banktech Security Rt. pénzszállító autóját, megölte az egyik őrt, és elrabolt 45 millió forintot. Ebből az összegből 16 millió forint az eljárás során megkerült. Mindezért a büntető törvénykönyv szerint 10-15 évig, illetve életfogytig tartó szabadságvesztéssel sújtható a vádlott.
A törvény ügyvédje – "portré Dr. Hegedűs Lászlóról", az ügyvéd így nyilatkozott: 2000-ben, egy pénzszállító autó fegyveres kirablása az M3-a autópályán. A feltáró ügyvédi munka eredményeképp hamar kiderítettem, hogy egy teljesen ártatlan embert vádoltak meg az elkövetéssel, ráadásul minősített emberöléssel. Óriási eredmény volt, hogy komoly munka árán még nyomozati szakban sikerült szabadlábra helyeztetnem a védencemet, s hamar sikerült tisztázni az elhamarkodott, megalapozatlan vádak alól. Ebben nagy segítségemre volt a nyomozás vezetője, Bucsek Gábor, aki immár rendőrezredes, és akit a belügyminiszter augusztus elején nevezett ki a Nemzeti Nyomozó Iroda igazgatójának. Úgy is mondhatnám, számára is ez az ügy hozta meg a karrierje felívelését. Nagyon korrekt szakmai munkát végzett, sokat tett azért, hogy végül közös erőfeszítéssel sikerült megtalálnunk az igazi tettest.
- 2009: őssejt-ügy: Seffer István még a gyanúsítást sem érti[2]

Egyre szövevényesebb az illegális őssejtbeültetések alapos gyanúja miatt hétfőn őrizetbe vett nemzetközi orvoscsoport körül kipattant botrány, amelynek egyik szála a Seffer-Renner Magánklinika területén lévő volt IRM-laborhoz vezetett.
Már az sem bizonyos, hogy minden esetben embrionális őssejteket, vagy egyáltalán őssejteket adtak a kezelteknek. Bucsek Gábor, a Nemzeti Nyomozó Iroda (NNI) főosztályvezetője csütörtökön azt nyilatkozta, fehérvérsejtet és sóoldatot készültek beadni egy betegnek a fővárosi rajtaütésnél. 
- 2012  NNI-igazgató: egy "keresztapa" sem úszhatja meg[3]

Bucsek Gábor elmondta, hogy "V. László ügyében meggyanúsított rendőri vezetők hatalmas károkat okoztak, ám azt nem tartja valószínűnek, hogy nyomozásokat lehetetlenítettek volna el, mert "két ember kevés ahhoz, hogy ügyeket tegyen tönkre, tartósan ellehetetlenítse a tisztességes többség munkáját". 
Az NNI augusztusban kinevezett igazgatója szólt arról is, hogy gyökeresen átalakította a belső ellenőrzés gyakorlatát, mert "ráfér a bűnügyi szolgálatra az eddiginél szigorúbb ellenőrzés".
Az NNI átszervezése során önálló osztályokat hoztak létre a tradicionális, nem egy esetben már a rendszerváltozás óta létező bűnszervezetek, a speciális – kábítószer, fegyver, cigaretta illegális kereskedelmével, valamint prostitúcióval foglalkozó – csoportok, illetve a számítógépes, pénzügyi és bankkártya-bűncselekmények felderítésére. Bucsek Gábor nagyobb hangsúlyt szeretne helyezni a humán hírszerzésre, mert "nincs az a poloska vagy más technikai megoldás, ami olyan pontos értesüléseket szállíthatna, mint egy jó helyre telepített ügynök, egy beépített rendőr, vagy egy informátor".
- 2012-Újra előveheti Pintér a robbantásos ügyeket[4]

Külön nyomozócsoportot hozhatnak létre a 90-es évek robbantásos ügyeinek vizsgálatára Pintér Sándor belügyminiszter kezdeményezésére.
A nyomozó csoport, mint korábban az ilyen bűntettekre szakosodott egység, most is a Nemzeti Nyomozó Iroda égisze alatt működne, mégpedig az igazgató-helyettesi posztra a Nemzeti Védelmi Szolgálattól nem rég visszatért Bucsek Gábor irányításával. 
- 2014 – Nem teljesítünk rosszabbul, mint más fővárosok rendőrsége[5]

A Nemzeti Nyomozó Irodánál Bucsek Gábor irányítása alatt nyomoztak a kilencvenes évek robbantásos és emberölési ügyeiben, és például az Orbán Ráhel-esküvőn ellopott mobil tolvaja ügyében is.
Bucsek Gábor elmondta, hogy "nem, a bűnözési tendenciák változásához kell alkalmazkodnunk. Fontos, hogy naprakészek legyenek a rendőrök arról, mely területen, jellemzően milyen bűncselekmények történnek, hogy megelőzzük azok elkövetését, illetve, ha mégis megtörténik, akkor mielőbb elkaphassuk a tettest. Fontos, hogy tudjuk, merre mozognak a bűnözők. Főleg a gépjármű-feltörésekre, -lopásokra, betörésekre és a közterületen elkövetett bűntettekre, illetve a kábítószeres ügyekre fordítunk kiemelt figyelmet. Ezekhez igazítjuk a szolgálatvezényléseket is. Nonstop nyomozói szolgálatot vezettem be, ami azt jelenti, hogy a nyomozónak egy órán belül ki kell érnie a helyszínre, beszélnie kell a sértettel, el kell végeznie az adatgyűjtést."
- 2017 – Ha jelentkezik a leukémiás kislány apukája, a rendőrfőnök kifizeti a bírságát[6]

Egy apa kemoterápiás kezelésre hozta a fővárosba a 15 éves súlyos beteg kislányát, de a szmogriadó miatt megbüntették a rendőrök. A férfi szerint hiába mondta a rendőröknek, hogy előjegyzett orvosi kezelésre érkezett a gyerekével, aminek a papírjai ott vannak az ülésen, az a rendőröket nem érdekelte. Megnézni sem voltak hajlandók a dokumentumokat, de a férfit megbüntették 15 ezer forintra.
"Három napja töprengek, mit tehet egy ilyen helyzetben a budapesti főkapitány. Röviden és tömören, semmit. Bucsek Gábor azonban igen: kész vagyok saját pénzemből kifizetni a kirótt bírságot, ha és amennyiben meggyőződhetem arról, hogy mindez az ismerős beszámolója szerint történt.
Várom a bírságolt jelentkezését!"
Bucsek Gábor vezérőrnagy, Budapest Rendőrfőkapitánya /Segítsenek eljuttatni az édesapához a hírt!!

## Megjelent videók a Youtube csatornán
- Bucsek Gábor előadása a 2017-es Nemzetközi Polgárőr Konferencián
- 26. Szigeten Budapest rendőr-főkapitánya, Bucsek Gábor r. vezérőrnagy
- BESZÉDTÁR: BUCSEK GÁBOR – ÚJ RENDŐRAUTÓK ÁTADÁSA (2015 02.16.)
- Elismerések nemzeti ünnepünk alkalmából